# إدغار مكينيس
إدغار مكينيس هو مؤرخ وشاعر كندي، ولد في 26 يوليو 1899 في تشارلوت تاون في كندا، وتوفي في 28 سبتمبر 1973 في تورونتو في كندا.